# Гайтерсгайм
Гайтерсгайм (нім. Heitersheim) — місто в Німеччині, знаходиться в землі Баден-Вюртемберг. Підпорядковується адміністративному округу Фрайбург. Входить до складу району Брайсгау-Верхній Шварцвальд.
Площа — 11,71 км2. Населення становить 6437 ос. (станом на 31 грудня 2020).